# 松本流
松本流（まつもとりゅう）は、日本舞踊の流派のひとつ。藤間流から分派するかたちで、八代目松本幸四郎（後の初代松本白鸚）によって創始された。歌舞伎の特色を受けた芝居がかった舞踊が特徴。定紋は四ツ花菱。なお御殿舞にも同名の流派が存在するが、関連は無い。

## 沿革
松本流の創始は、八代目幸四郎の父・七代目松本幸四郎の意思によるものだった。七代目幸四郎は、藤間流三世家元の三代目藤間勘右衛門その人でもあったが、従来の藤間流の型にとらわれない、自身が歌舞伎役者として発案してきた舞を後世に伝えるため、新たな流派「松本流」を立てて次男をその家元とし、自らはその後見人となった。一方藤間流の家元は、後に三男の二代目尾上松緑に四代目藤間勘右衛門を継がせている。実の兄弟が家元をつとめる松本流と藤間流は、ここに肩を並べるかたちとなった。
松本流の家元は八代目幸四郎(初代白鸚)の死後、その長男の九代目松本幸四郎(二代目白鸚)が継いだ。九代目幸四郎は十余年間にわたって松本流二世家元の座にあったが、テレビ・映画・舞台ミュージカルなどへの出演や舞台演出家としての活動などで多忙極まりなく、松本流家元の活動が思うようにならなかった。そこで平成7年 (1995)、思うところあって家元を長男の七代目市川染五郎(十代目松本幸四郎)に譲ることにした。これを受けて七代目染五郎は、曾祖父・七代目松本幸四郎が俳名に使っていた「錦升」を譲り受け、松本流三世家元松本錦升を襲名、現在に至っている。
なお錦升の姉妹である松本紀保と松たか子（共に女優）も松本流の名取で、それぞれ「松本幸紀」「松本幸華」を名乗っている。

## 家元
| 世   | 松本流家元   | 続柄           | 歌舞伎名跡                             | 別名跡                                               | 本名       |
| ---- | ------------ | -------------- | -------------------------------------- | ---------------------------------------------------- | ---------- |
|      | （家元後見） |                | 七代目松本幸四郎                       | 三代目藤間勘右衛門（藤間流勘右衛門派三世家元として） | 藤間金太郎 |
| 流祖 | 松本幸四郎   | 家元後見の長男 | 八代目松本幸四郎（のち初代松本白鸚）   |                                                      | 藤間順次郎 |
| 二世 | 松本幸四郎   | 流祖家元の長男 | 九代目松本幸四郎（のち二代目松本白鸚） |                                                      | 藤間昭暁   |
| 三世 | 松本錦升     | 二世家元の長男 | 十代目松本幸四郎                       |                                                      | 藤間照薫   |

## 米三派
藤間流を祖とする松本流とは別に、かつては寛政年間に活躍した歌舞伎役者の松本米三郎を祖とする同名の流派があり、これを「米三派｣（よねざ は）と呼んで藤間流祖の「幸四郎派」（こうしろう は）と区別していた。米三派の松本流は徐々に廃れ、戦後になって廃絶した。

## 外部リンク

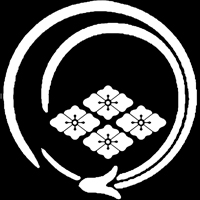
松鸚會定紋